# Taishi (Hyōgo)
Taishi (jap. 太子町 Taishi-chō) – miasto w Japonii, na wyspie Honsiu, w prefekturze Hyōgo. Według danych na rok 2020 miejscowość zamieszkiwało 33 477 mieszkańców , a gęstość zaludnienia wyniosła 1480,6 os./km².